# كيليماني
كيليماني (بالإنجليزية: Quelimane)‏ هي مدينة، تتبع محافظة زامبيزيا، هي عاصمة محافظة زامبيزيا، بلغ عدد سكانها 192٬876 نسمة.

## المناخ
يظهر الجدول التالي التغييرات المناخية على مدار السنة لكيليماني:
| البيانات المناخية لـكيليماني       | البيانات المناخية لـكيليماني | البيانات المناخية لـكيليماني | البيانات المناخية لـكيليماني | البيانات المناخية لـكيليماني | البيانات المناخية لـكيليماني | البيانات المناخية لـكيليماني | البيانات المناخية لـكيليماني | البيانات المناخية لـكيليماني | البيانات المناخية لـكيليماني | البيانات المناخية لـكيليماني | البيانات المناخية لـكيليماني | البيانات المناخية لـكيليماني | البيانات المناخية لـكيليماني |
| الشهر                              | يناير                        | فبراير                       | مارس                         | أبريل                        | مايو                         | يونيو                        | يوليو                        | أغسطس                        | سبتمبر                       | أكتوبر                       | نوفمبر                       | ديسمبر                       | المعدل السنوي                |
| ---------------------------------- | ---------------------------- | ---------------------------- | ---------------------------- | ---------------------------- | ---------------------------- | ---------------------------- | ---------------------------- | ---------------------------- | ---------------------------- | ---------------------------- | ---------------------------- | ---------------------------- | ---------------------------- |
| الدرجة القصوى °م (°ف)              | 40.3 (104.5)                 | 38.5 (101.3)                 | 38.4 (101.1)                 | 37.2 (99.0)                  | 36.4 (97.5)                  | 33.8 (92.8)                  | 34.1 (93.4)                  | 37.0 (98.6)                  | 39.0 (102.2)                 | 42.9 (109.2)                 | 42.8 (109.0)                 | 41.4 (106.5)                 | 42.9 (109.2)                 |
| متوسط درجة الحرارة الكبرى °م (°ف)  | 32.4 (90.3)                  | 32.1 (89.8)                  | 31.4 (88.5)                  | 30.2 (86.4)                  | 28.6 (83.5)                  | 26.8 (80.2)                  | 26.2 (79.2)                  | 27.6 (81.7)                  | 29.5 (85.1)                  | 31.2 (88.2)                  | 32.1 (89.8)                  | 32.3 (90.1)                  | 30.0 (86.0)                  |
| المتوسط اليومي °م (°ف)             | 27.4 (81.3)                  | 27.3 (81.1)                  | 26.9 (80.4)                  | 25.6 (78.1)                  | 23.2 (73.8)                  | 21.1 (70.0)                  | 20.6 (69.1)                  | 21.8 (71.2)                  | 23.6 (74.5)                  | 25.3 (77.5)                  | 26.5 (79.7)                  | 27.1 (80.8)                  | 24.7 (76.5)                  |
| متوسط درجة الحرارة الصغرى °م (°ف)  | 23.4 (74.1)                  | 23.4 (74.1)                  | 23.2 (73.8)                  | 21.5 (70.7)                  | 18.5 (65.3)                  | 16.0 (60.8)                  | 15.6 (60.1)                  | 16.1 (61.0)                  | 18.1 (64.6)                  | 20.2 (68.4)                  | 21.7 (71.1)                  | 22.8 (73.0)                  | 20.0 (68.0)                  |
| أدنى درجة حرارة °م (°ف)            | 18.9 (66.0)                  | 17.9 (64.2)                  | 17.2 (63.0)                  | 15.9 (60.6)                  | 11.9 (53.4)                  | 9.9 (49.8)                   | 10.3 (50.5)                  | 10.3 (50.5)                  | 11.1 (52.0)                  | 12.8 (55.0)                  | 14.1 (57.4)                  | 15.9 (60.6)                  | 9.9 (49.8)                   |
| الهطول مم (إنش)                    | 241.4 (9.50)                 | 238.8 (9.40)                 | 237.5 (9.35)                 | 153.3 (6.04)                 | 82.3 (3.24)                  | 56.0 (2.20)                  | 62.4 (2.46)                  | 29.0 (1.14)                  | 18.5 (0.73)                  | 34.1 (1.34)                  | 88.2 (3.47)                  | 219.5 (8.64)                 | 1٬461 (57.52)                |
| متوسط أيام هطول الأمطار (≥ 1.0 mm) | 11.4                         | 12.9                         | 13.1                         | 9.9                          | 7.6                          | 7.9                          | 8.1                          | 4.3                          | 2.1                          | 2.8                          | 5.2                          | 10.6                         | 95.9                         |
| متوسط الرطوبة النسبية (%)          | 78                           | 78                           | 79                           | 79                           | 79                           | 81                           | 79                           | 77                           | 74                           | 68                           | 72                           | 74                           | 77                           |
| ساعات سطوع الشمس الشهرية           | 220.1                        | 194.9                        | 226.3                        | 228.0                        | 238.7                        | 216.0                        | 229.4                        | 263.5                        | 261.0                        | 257.3                        | 279.0                        | 238.7                        | 2٬852٫9                      |
| ساعات سطوع الشمس اليومية           | 7.1                          | 6.9                          | 7.3                          | 7.6                          | 7.7                          | 7.2                          | 7.4                          | 8.5                          | 8.7                          | 8.3                          | 9.3                          | 7.7                          | 7.8                          |
| المصدر: الأرصاد الجوية الألمانية   |                              |                              |                              |                              |                              |                              |                              |                              |                              |                              |                              |                              |                              |

## مدن توأم
المدن التوأم:
- سيتوبال.

## أعلام
- ألميرو لوبو
- إدواردو وايت
- ريجينالدو فايفي